# Municipio de Camden (condado de Ray)
El municipio de Camden (en inglés: Camden Township) es un municipio ubicado en el condado de Ray en el estado estadounidense de Misuri. En el año 2010 tenía una población de 596 habitantes y una densidad poblacional de 5,89 personas por km².

## Geografía
El municipio de Camden se encuentra ubicado en las coordenadas 39°12′38″N 93°57′56″O / 39.21056, -93.96556. Según la Oficina del Censo de los Estados Unidos, el municipio tiene una superficie total de 101.26 km², de la cual 96,42 km² corresponden a tierra firme y (4,78 %) 4,84 km² es agua.

## Demografía
Según el censo de 2010, había 596 personas residiendo en el municipio de Camden. La densidad de población era de 5,89 hab./km². De los 596 habitantes, el municipio de Camden estaba compuesto por el 97,82 % blancos, el 0,34 % eran afroamericanos, el 0,34 % eran amerindios, el 0,84 % eran asiáticos y el 0,67 % eran de una mezcla de razas. Del total de la población el 0,67 % eran hispanos o latinos de cualquier raza.